# Col·legi La Presentació
El Col·legi La Presentació és una escola d'Arenys de Mar que es troba sobre d'una muntanya que baixa fins a la riera d'Arenys. Fou construït l'any 1911 segons un projecte de l'arquitecte Salvador Puiggròs i Figueras per a les germanes franceses dominiques de la Caritat. Les germanes havien arribat Arenys de Mar l'any 1867 per encarregar-se de l'hospital Xifré, i ensenyaven nens de famílies necessitades. L'edifici és una obra protegida com a bé cultural d'interès local.

## Descripció
Edifici gran de tres plantes, d'estil neogòtic i tres cossos perpendiculars a la façana i dos travessers que encerclen dos patis interiors, un a cada costat del cos central on està situada l'església, l'absis de la qual sobresurt de la façana posterior. Tots els cossos presenten teulada a dues vessants excepte la part davantera del cos central, que forma un terrat.
Edifici situat a prop de la carena d'un promontori al marge esquerre de la riera i enfront de l'edifici Xifré, està rodejat de patis i jardins: murs de pedra, balustrades, palmeres, pins, etc. actualment la part baixa dels jardins, que donaven a la Riera, s'ha malmès i s'hi ha edificat pisos. L'entrada també ha canviat, ara és a la part del darrere.

## Història
Regentat per les germanes de la Caritat Dominicanes de la Presentació de la Santíssima Verge, originàries de la ciutat francesa de Tours. L'establiment de la congregació a la vila es produí al novembre del 1860. Josep Xifré i Dorwing té unes divergències amb les germanes de Sant Vicenç de Paül, ordre que tenia cura a Arenys de l'hospital Xifré, i canvia de comunitat a l'hospital. El desembre de 1860, un petit nombre de soeurs arriba a Arenys i es fan càrrec de l'hospital, en el qual també donaven classes. L'any 1923 les monges deixen l'hospital i es traslladen a l'actual edifici, que havien fet construir a l'altra banda de la riera. abandonen l'activitat hospitalària i se centren només en la docent.